# Hekate
För asteroiden, se 100 Hekate.

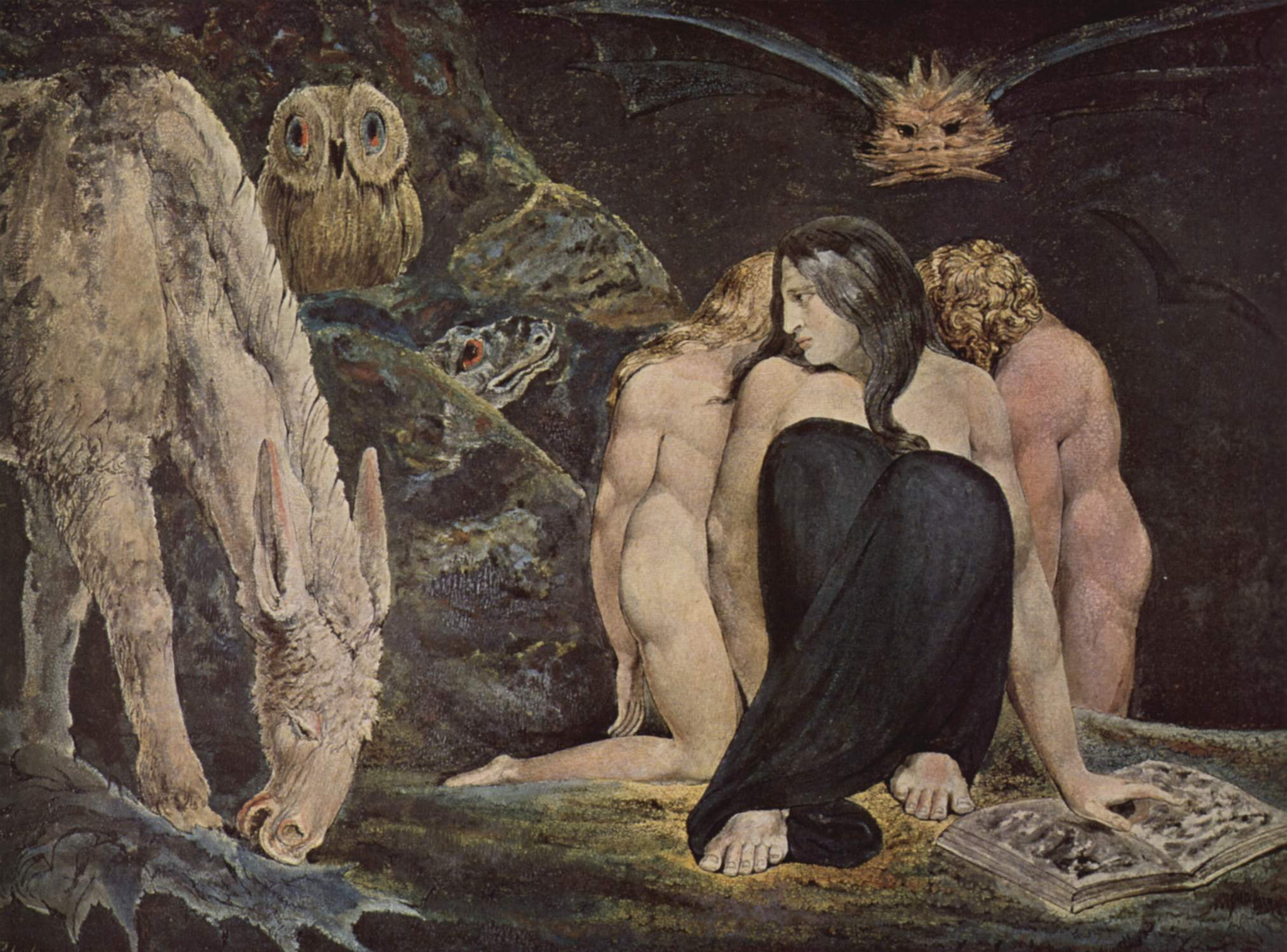
Hekate av William Blake, 1795

Hekate (latin Trivia) är en gudinna förknippad med häxkonst och korsvägar. I grekisk mytologi ursprungligen en av titanerna, dotter till Perses och Asteria. I romersk mytologi kallas hon Trivia, de tre vägarnas gudinna.
Hekate blev sedermera förknippad med Persefone och underjorden men behöll sina förbindelser till månen och dess magiska krafter. 
I konsten framställs Hekate som en skräckfigur med tre huvuden: ett hundhuvud, ett ormhuvud och ett hästhuvud, och betjänad av två ylande spökhundar. Vid nymåne hemsöker hon vägskäl där tre vägar möts, och varje huvud ser då åt var sitt håll.

## Djur förknippade med Hekate
I modern tro förknippas en groda, en uggla och en korp med Hekate.

Historiskt sett är hunden det djur som är mest förknippat med Hekate. Ibland beskrevs hon trehövdad med ett huvud som en hund, ett som en häst och ett som en björn alternativt, hund, orm och lejon.
Andra djur som har förknippats med henne är skorpioner, fladdermöss och åsnor.

## Avbildningar av Hekate

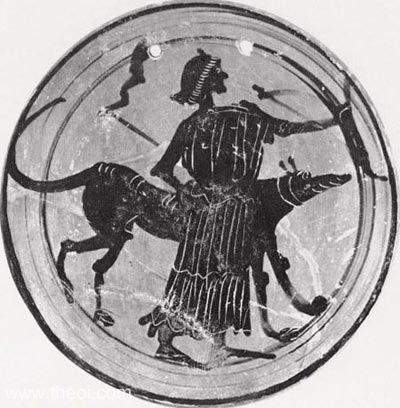
Hekate avbildad tillsammans med en hund på en tallrik från antika Grekland.
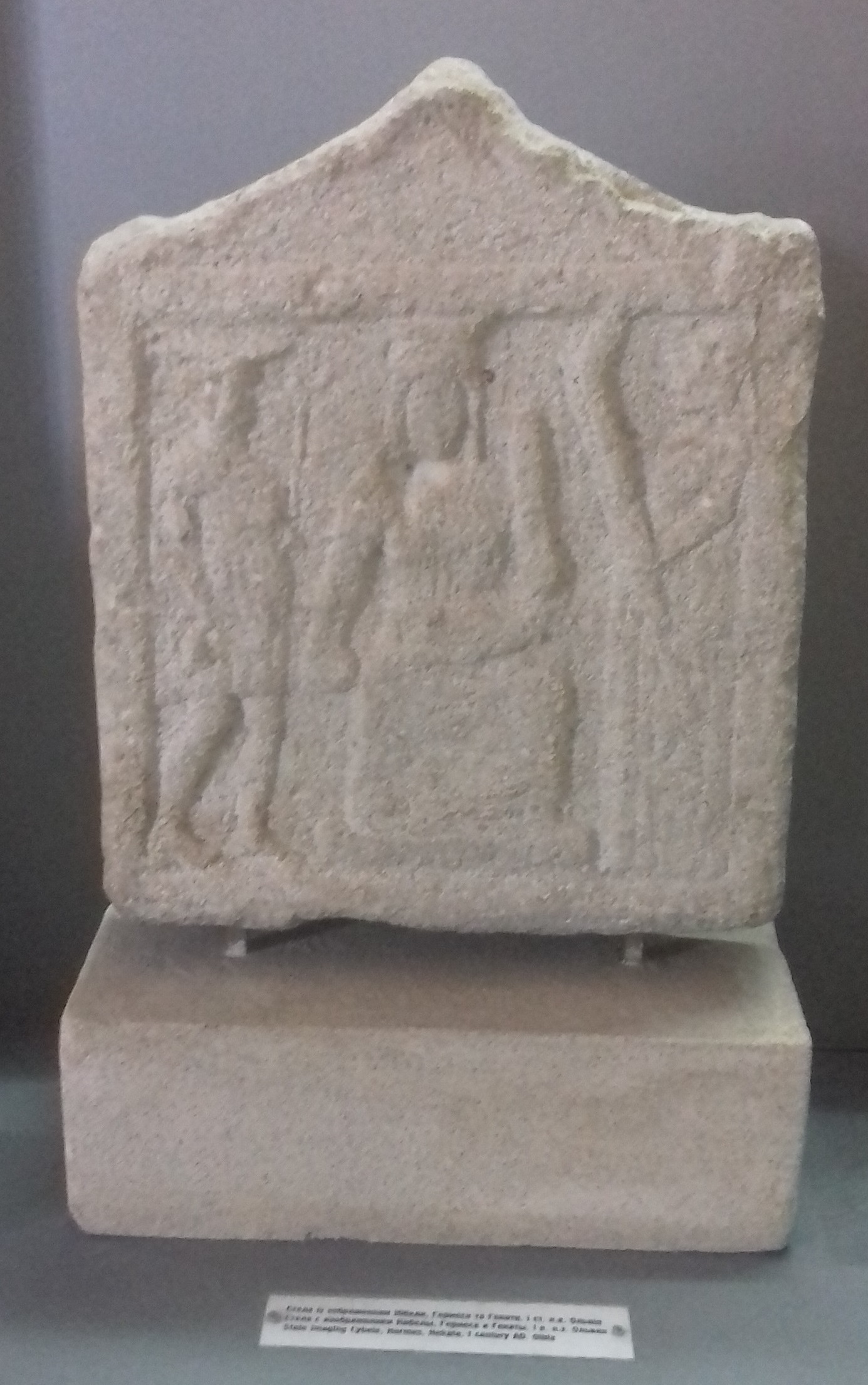
Stele från Olbia, Ukraina med Cybele, Hermes och Hekate.
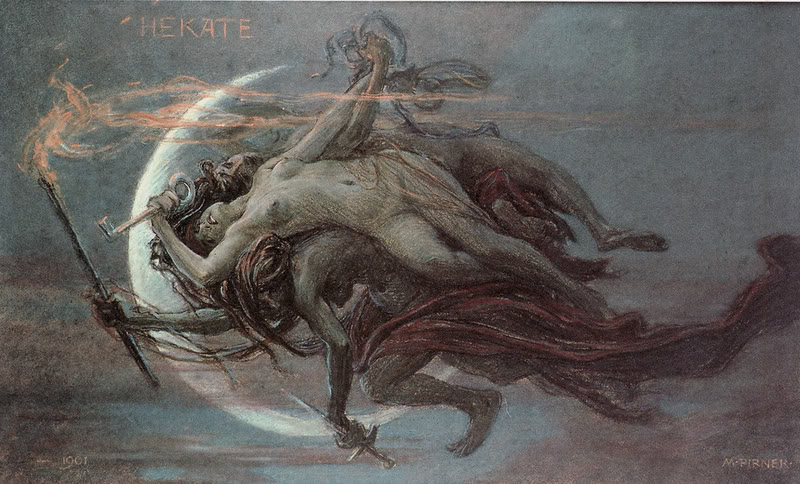
Målning från 1901 gjord av Maxmilián Pirner.
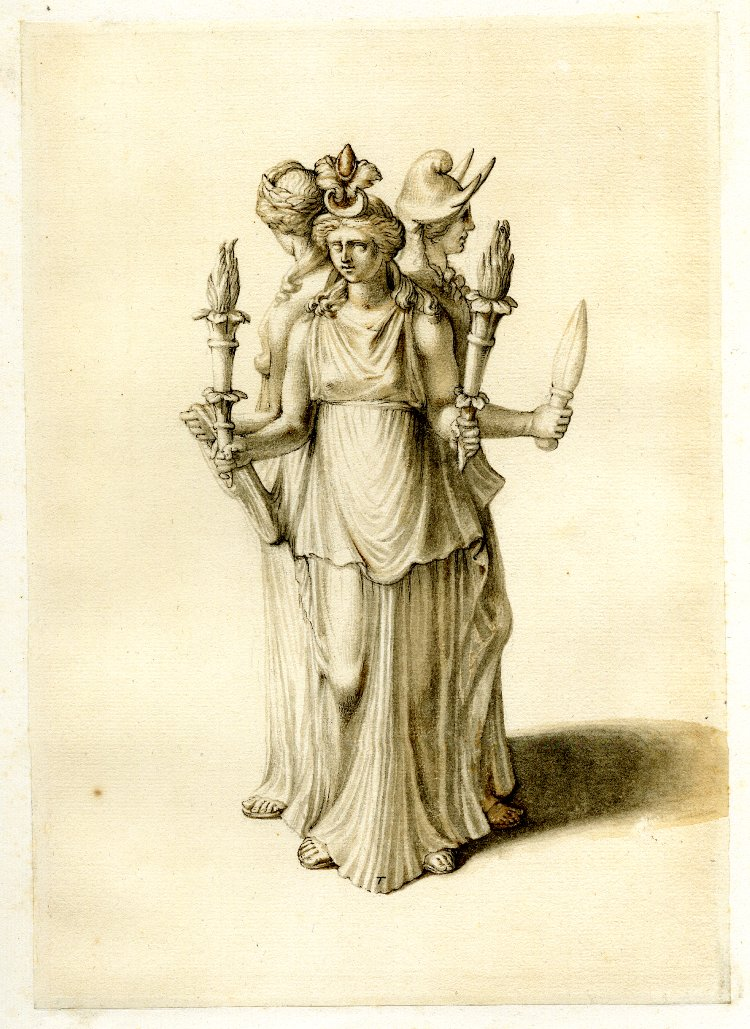
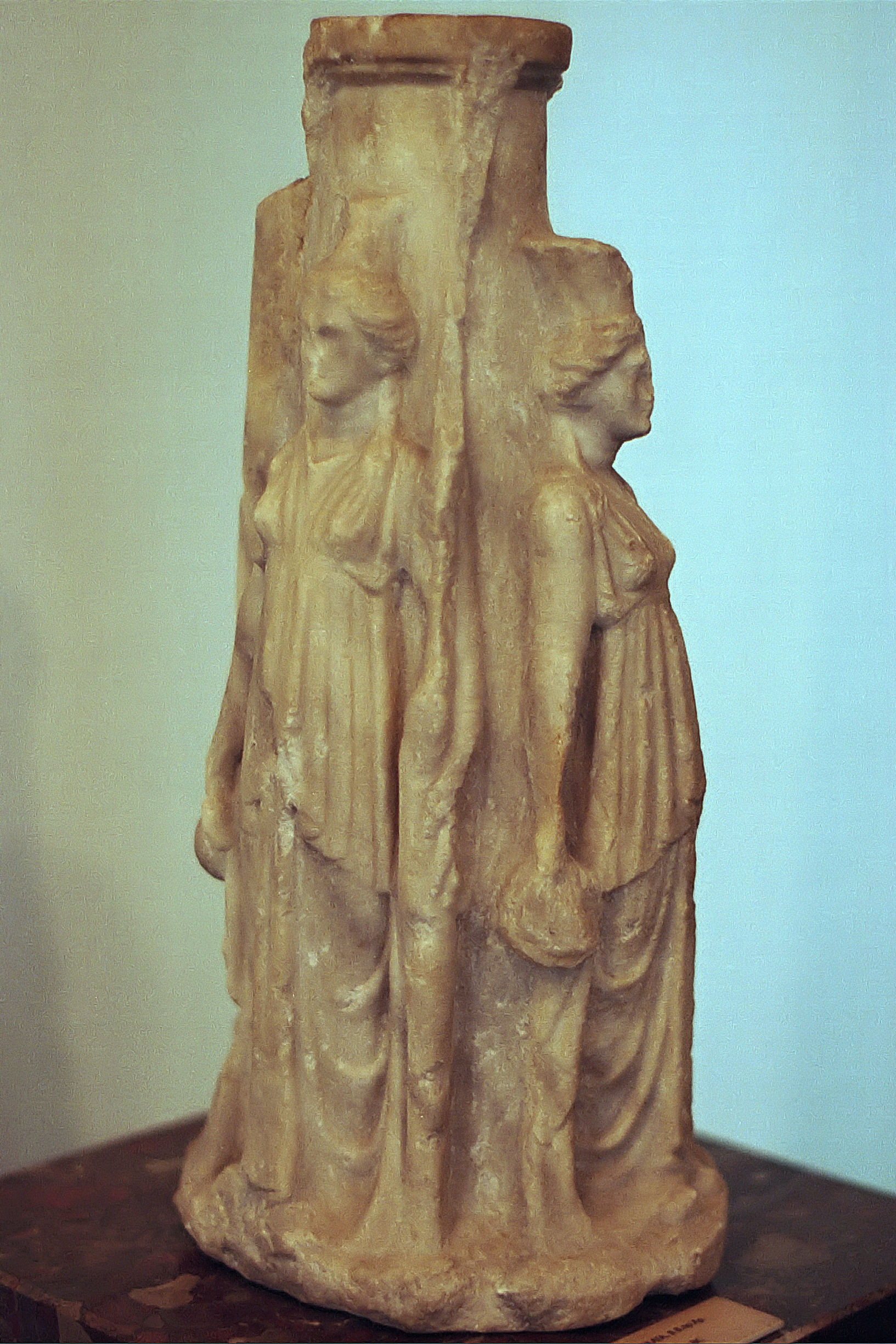
Från ca. 300 f.Kr.
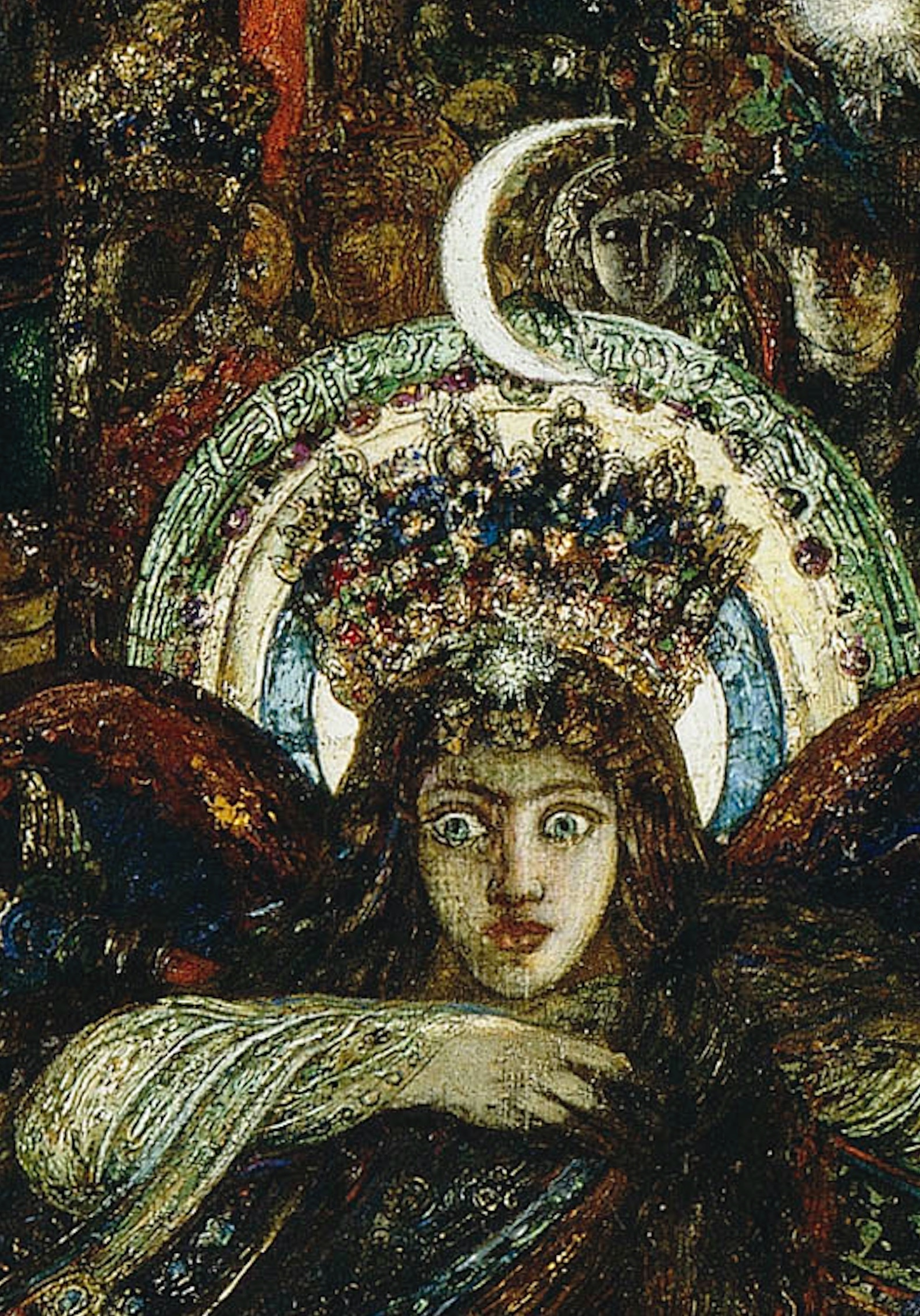
I en del av en målning av Gustave Moreau.

## Hekate i modern religion
Wiccaner tillber bland annat Hekate. Hon står för magi, måne, visdom, födelse. Hon har tre ansikten: jungfrun, en kvinna i mitten av sitt liv och den äldre visare kvinnan.

Även andra, som exempel gudinnedyrkare eller häxor har med henne i sin tro.

## Hekate i populärkulturen
Hekate finns med i serietidningen Hellboy som en äldre gud. Hon ser ofta ut som en järnjungfru eller en enorm orm med kvinnlig kropps överdel.
Hekate tillkallas ofta av karaktären Amy i tv-serien Buffy och vampyrerna.
Hekate finns med i spelet Age of Mythology som en gudinna.
Hekate finns med i en chant i några av bandet Inkubus Sukkubus sånger.
Hekate nämns i böckerna Måndöttrar.
Hekate finns med i Dödens port av Rick Riordan.
Hekate finns även med som karaktär i Macbeth av Jo Nesbø som baserat på en pjäs skriven av Shakespeare med samma namn.

### Svärdet i stenen
I T.H. Whites roman Svärdet i stenen, översatt till svenska av Åke Ohlmarks, är Hekate med som domare i duellen mellan Merlyn och Madame Mim.
"Merlyn hade Archimedes till sin sekundant och Madame Mim hade korpen till sin, medan Hekate (som alltid måste vara närvarande vid dessa uppgörelser för att se till att de försiggick efter reglerna) satt överst på en trappstege i mitten som domare. Hon var en kall, lysande, muskulös dam i månskenets färg. Merlyn och Madame Mim gav sina överkläder till Hekate och kavlade upp sina ärmar, medan Hekate påtog sitt ögonskydd av grön celluloid för att bättre kunna åse bataljen."
I kommentarerna av Åke Ohlmarks finns också en beskrivning av Hekate som lyder:
"Hekate, i grekisk myt den nattliga månskenets gudinna, i medeltida magi alla natliga spökens härskarinna och därför speciellt anropad i trollformler och andebesvärjelser. Framställs i konsten gärna tregestaltad."